# Alexander von Bach
Alexander von Bach (în germană Alexander Freiherr von Bach; n. 4 ianuarie 1813, Loosdorf, Austria Inferioară, Austria – d. 12 noiembrie 1893, Schöngrabern⁠(d), Austria Inferioară, Austro-Ungaria) a fost un politician austriac. În calitate de ministru de interne al Imperiului Austriac a fost artizanul neoabsolutismului, concretizat în limitarea drepturilor cetățenești și instituirea unui sistem de control centralizat la începutul domniei împăratului Franz Joseph I al Austriei.

## Biografie

### Primii ani
Născut la Loosdorf, Austria Inferioară, el provenea dintr-un mediu al legilor, tatăl său fiind un funcționar juridic. La vârsta de 24 de ani a obținut titlul de doctor în drept, iar apoi a intrat în serviciul imperial, unde a rămas timp de nouă ani. Văzându-l ca un tânăr radical de viitor, Adolph Schwarzenberg menționa că motto-ul lui trebuie să fi fost „să improvizezi înseamnă să schimbi, iar să fie perfect înseamnă să schimbi des”. În acest fel, el a fost un bine-cunoscut avocat liberal și a fost supranumit mai întâi „ministru al baricadelor”, înainte de a îndeplini funcția de ministru al justiției în 1848 și 1849, fiind transferat apoi ca ministru de interne pentru perioada 1849-1859.

### Ministru de interne (1849-1859)
Deși a favorizat o abatere de la sistemul absolutist al lui Metternich, Bach nu a fost pregătit să meargă atât de departe așa cum doreau revoluționarii de la 1848. Având idei care se schimbau adesea, el a fost numit un om „neprincipial destul de surprinzător” și astfel și-a putut schimba poziția de multe ori. Această inconsecvență politică i-a permis să treacă din rândurile opoziției populare în rândurile conservatoare: el a aderat treptat la ideile conservatoare și a aprobat programul de centralizare constituțională al prințului Schwarzenberg în martie 1849, inflamând astfel sentimentele patriotice maghiare. Cu toate acestea, impactul reformelor sale în Ungaria a fost subiectul mai multor dezbateri istorice. Unii contemporani au considerat că Revoluția a revitalizat „identitatea națională” maghiară, în timp ce unii istorici de mai târziu au susținut că sistemul administrativ creat de Bach a propulsat în mare măsură naționalismul maghiar.
După moartea lui Schwarzenberg, în 1852, el a dictat în mare măsură politica din Austria și Ungaria. Bach a centralizat autoritatea administrativă din Imperiul Austriac, dar a aprobat, de asemenea, politici reacționare care au redus libertatea presei și au abandonat procesele publice. El a reprezentat mai târziu direcția neoabsolutistă (sau Klerikalabsolutist), ce a culminat cu concordatul încheiat în august 1855, care a conferit Bisericii Romano-Catolice controlul asupra educației și a vieții de familie. Această perioadă din istoria Imperiului Austriac a devenit cunoscută sub numele de epoca „neoabsolutistă”.
Bach a fost înaintat la rangul de baron (Freiherr) în 1854. El a fost, de asemenea, custode al Academiei de Științe (Akademie der Wissenschaften) în perioada 1849-1859.

### Ultimii ani
Căderea lui în 1859 a fost cauzată în mare măsură de eșecul în războiul împotriva Regatului Sardiniei și a lui Napoleon al III-lea. Reformele sale au condus la industrializarea țării, fiind desființate taxele vamale în interiorul imperiului și sprijinindu-se construirea de fabrici în detrimentul cazărmilor; i s-a imputat faptul că măsurile sale administrative au contribuit la slăbirea armatei. După ce și-a părăsit poziția, Bach a îndeplinit misiunea de ambasador la Sfântul Scaun în perioada 1859-1867, înainte de a muri în izolare în 1893.